# Aloalimentação

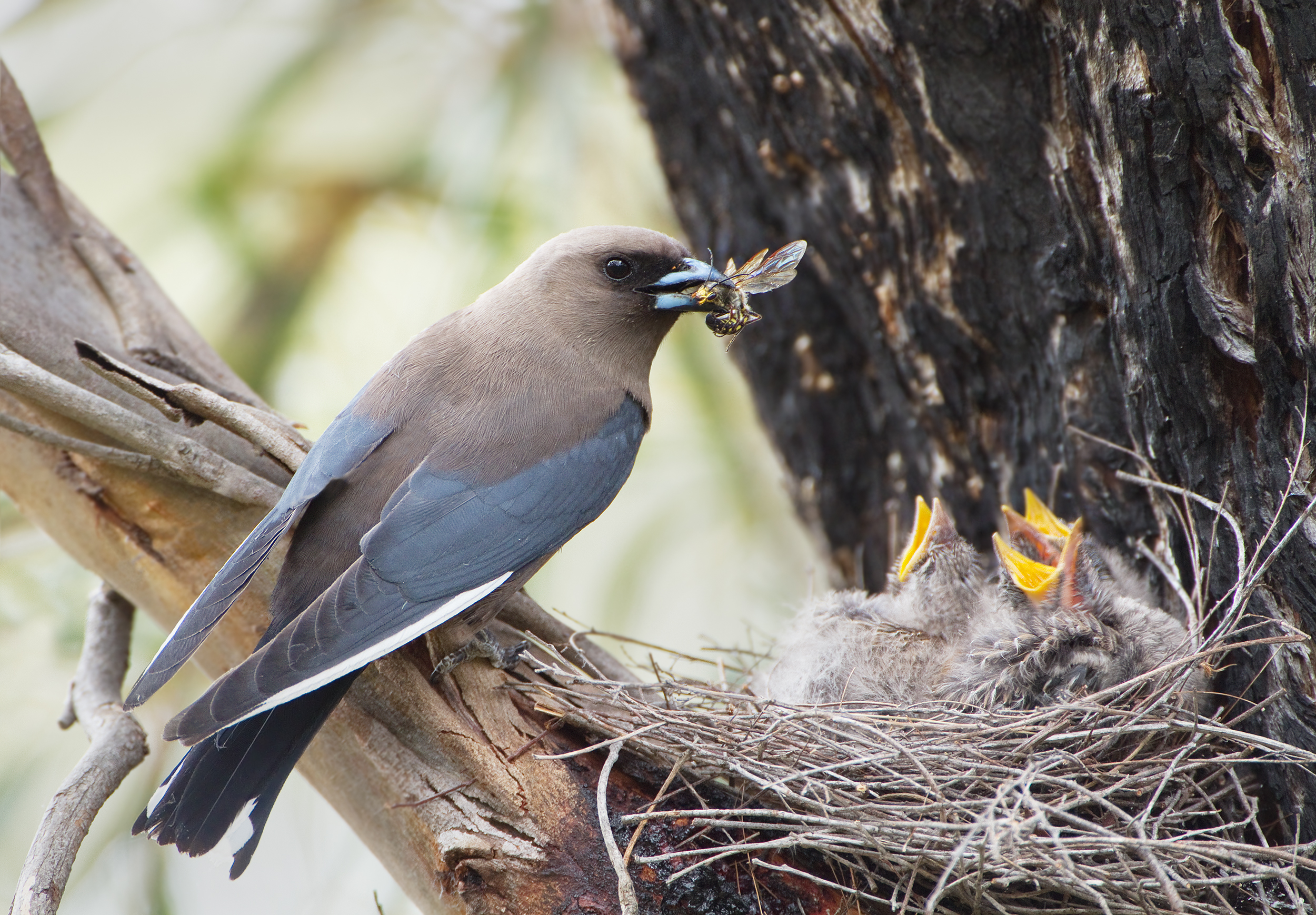
Pai de andorinha escura (Artamus cyanopterus) alimentando uma vespa para filhotes

A aloalimentação é um tipo de comportamento de compartilhamento de alimentos observado em espécies de aves que se reproduzem cooperativamente. A aloalimentação também se refere ao compartilhamento de alimentos entre adultos da mesma espécie. A aloalimentação pode ocorrer entre companheiros durante rituais de acasalamento, corte, postura de ovos ou incubação, entre pares da mesma espécie, ou como forma de cuidado parental.

## Aptenodytes patagonicus

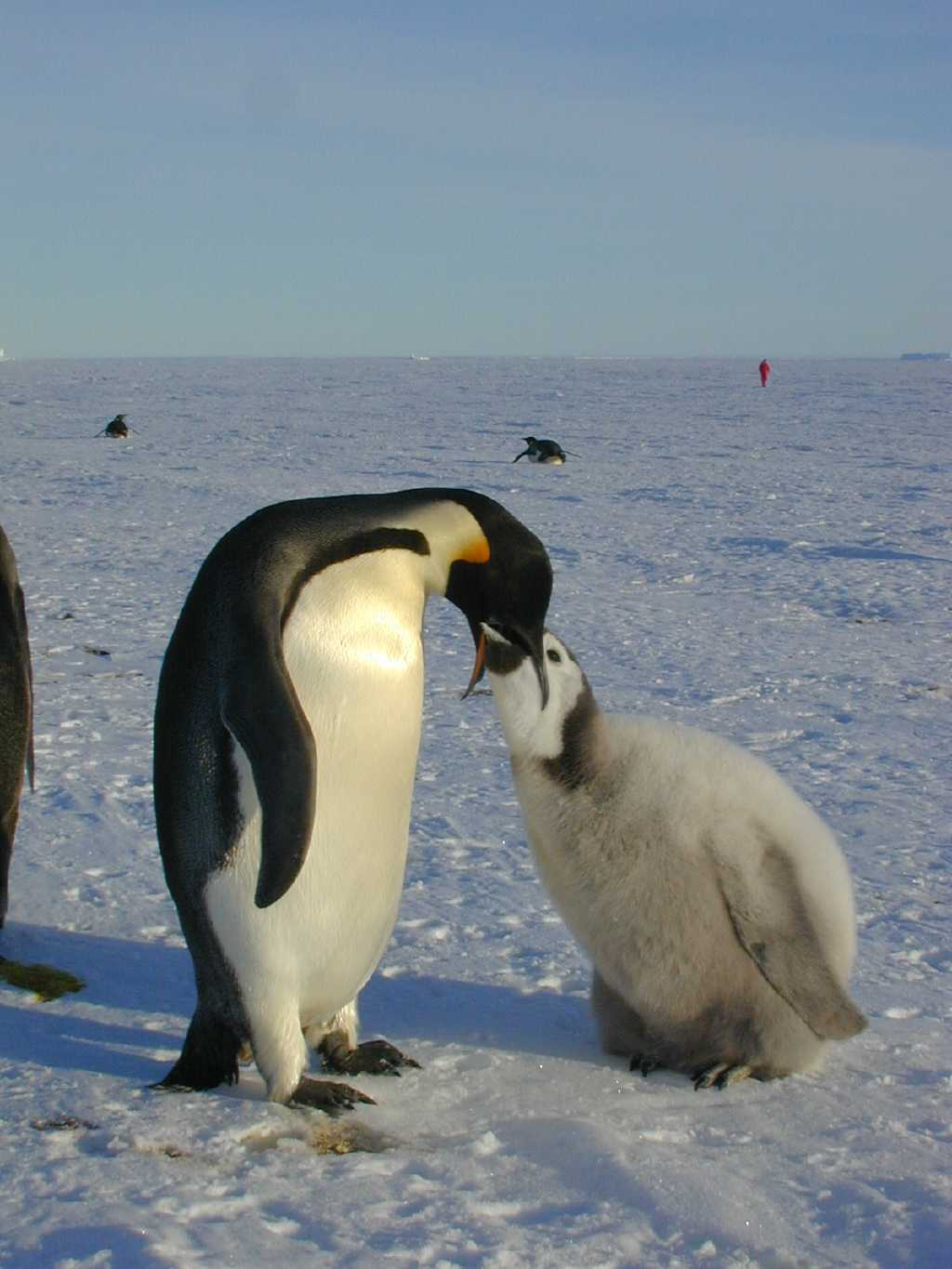
Pinguim-imperador (Aptenodytes patagonicus) alimentando sua prole

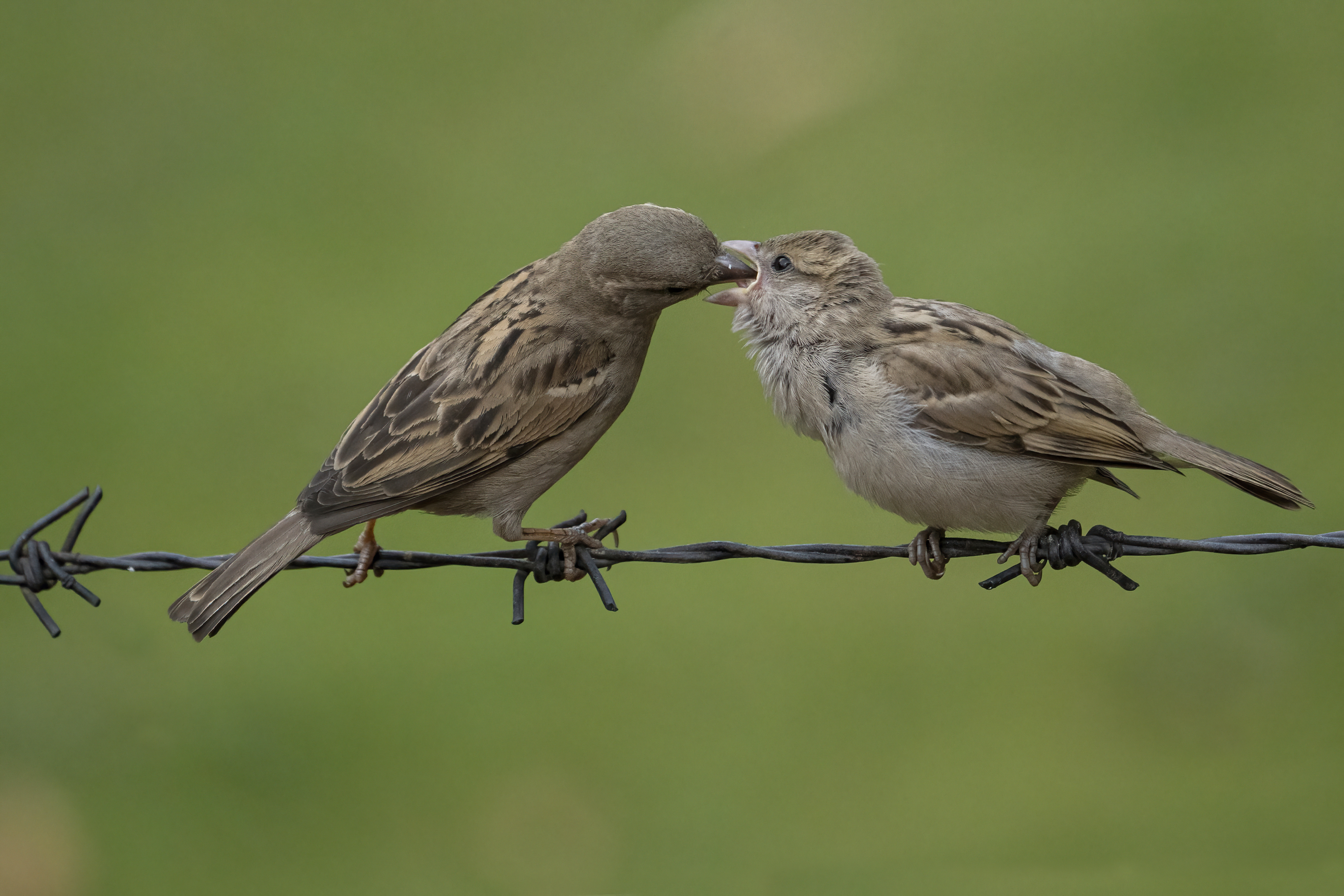
Pardal doméstico feminino alimentando filhotes

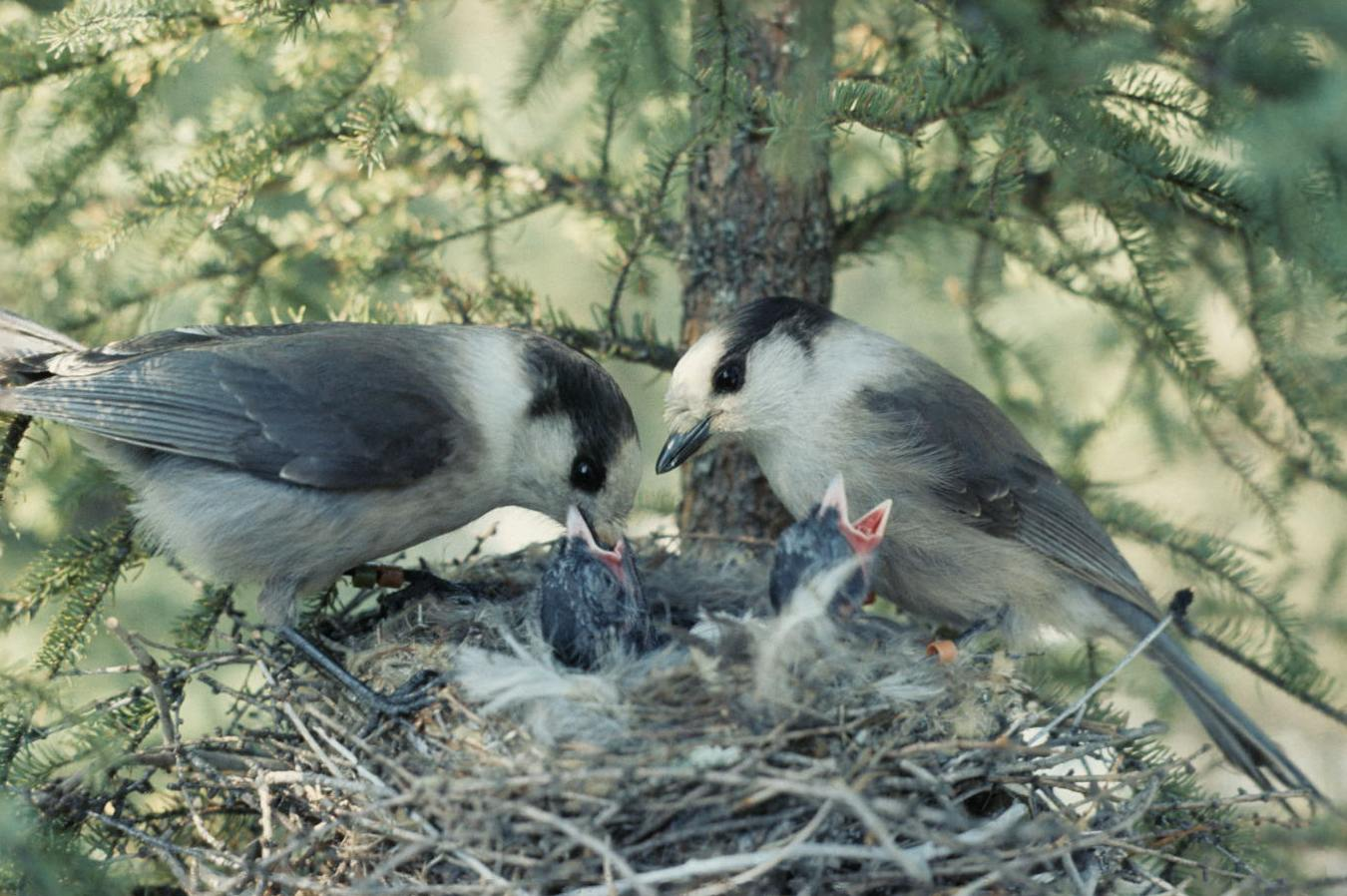
Gaios do Canadá (Perisoreus canadensis) alimentando a prole no ninho